# エフエム江戸川
株式会社エフエム江戸川（エフエムえどがわ）は、東京都江戸川区の一部地域を放送区域として超短波放送（FM放送）を営む特定地上基幹放送事業者である。FMえどがわの愛称でコミュニティ放送を行っている。

## 概要
江戸川区が1割を出資している第三セクターである。
送信エリアは、江戸川区全域と江東区、墨田区、葛飾区、千葉県市川市、浦安市の各一部。
本社兼演奏所は南小岩、送信所は船堀駅前のTOKIビル（トキタワー屋上）にあり、南小岩のスタジオはフラワーロード商店街に面しており、観覧が可能。
日中の番組は原則として自社製作。
深夜・早朝はミュージックバードによるが、コミュニティチャンネルの番組はごくわずかで、ほとんどは音楽チャンネルの番組を放送。
2012年（平成24年）5月1日、JCBAインターネットサイマルラジオの開始と共に参加。インターネットでも聴取できる。

## 主な番組

### 全日
- 調べ…こころの羽音（深夜～翌朝の音楽フィラー）[2]

### 月曜日 - 金曜日
- 江戸川区からのお知らせ
- 季節は彩りの中で
- 江東シティメッセージ
- 熱中派時代（月水金：アイドル編、火木：POPS編）
- まわる地球儀〜音楽の旅
- すみだリバーサイドメッセージ
- パステルカラーにゆれて
- あの日が再び舞い降りて
- あしたへ…笑顔・りんりん
- アンコールアワー
- あの日が再び舞い降りて
- 熱中派時代（再）

### 土曜日
- 南風30°〜緑の風につつまれて
- そら日和 ふわり
- アイドル研究所・地下倉庫
- ディスコ天国
- サタデー・リクエスト〜水色のジュークボックス〜
- 放課後プリンセスの 輝夜（かぐや）にチャレンジ!
- クラシック〜緑の森のシンフォニー
- ジャズバー　アフタービー

### 日曜日
- 朝のしあわせオレンジ
- そら日和 ふわり
- 江戸川歴史散歩
- 阿久悠の世界
- オールディーズ
- あの日が再び舞い降りて
- E歌=夢浪漫
- 昭和帰り、この流行歌とともに
- 音楽ハ青春ナリ
- 灯台の見える美術館

## パーソナリティー
- 市川洋子
- 大澤彩乃
- 大平原也
- 川口由貴絵
- 熊谷ニーナ
- 小林修也
- 高橋沙希子
- 高橋理恵
- 高松莉紗子
- 二階堂絵美
- 増井里加
- 松尾典枝
- 松下有美
- 山本郁
- 若林かおり
- 辻紗樹
- 角田怜映奈

## その他
- 当初、周波数は78.5MHzが指定されたが、試験放送開始直後にFM FUJIの三ツ峠中継局（78.6MHz）の電波と混信することが明らかになった。このため、試験放送を一旦中断し周波数を変更し、現在の84.3MHzに至る。なお、江戸川ケーブルテレビでは77.6MHzで再送信している。

- ベリカードは「江戸名所図会」を彩色したもので、5種類の図柄がある。受信地と送信所間の距離に応じて10km以内は「今井の津頭」、10kmから20kmが「二之江妙勝寺」、20kmから30kmが「平井聖天宮」、30km以上が「中川口」、また全ての報告者に「市川渡口」を発行している。